# Sint-Bavohumaniora

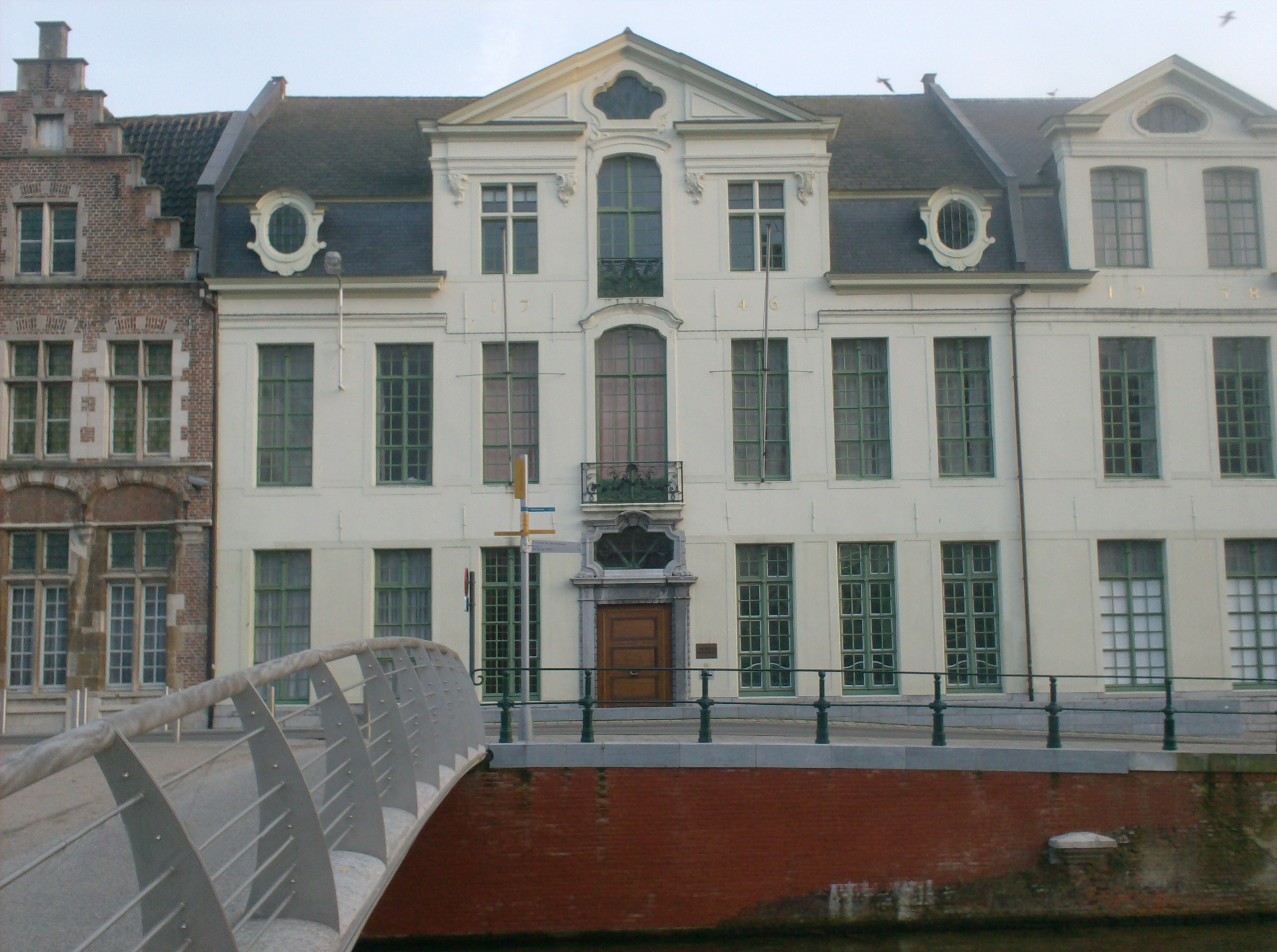
Het Hotel van Eersel aan de reep vormt de hoofdingang van de Sint-Bavohumaniora

De Sint-Bavohumaniora is een katholieke school voor secundair onderwijs in de Belgische stad Gent.
De school werd in 1931 als eerste Gentse Nederlandstalige humaniora voor meisjes opgericht door de Zusters van Liefde. De school ligt pal in het centrum van Gent, en heeft een grote tuin. Het achttiende-eeuws Hotel Van Eersel aan de Reep in Gent behoort tot het schoolpatrimonium. De overige gebouwen konden opgetrokken worden op de site van de katoenweverij van Ferdinand Lousbergs.
De leerlingen zijn te herkennen aan hun groenkleurig uniform. De school was lang een meisjesinternaat, maar sinds 2013 worden ook jongens toegelaten. Er volgen meer dan 1.200 leerlingen lessen op de school. 
De school maakt deel uit van de scholengemeenschap “Edith Stein”. Een van de bekendste directrices was Monica Van Kerrebroeck, CD&V-politica en op de school gekend als "Zuster Monica". De huidige directrice is Hilde Allaert. 
In 2017 won de school de MNM-wedstrijd De Strafste School van Vlaanderen na enorme inspanningen van de toenmalige laatstejaars.

## Bekende oud-leerlingen
- Isolde Van den Eynde, politiek journaliste bij Het Laatste Nieuws
- Mieke Van Hecke, politica CD&V
- Lukas Dhont, filmregisseur en scenarioschrijver
- Lauren De Ruyck, actrice, zangeres en psychologe